# 道樹山
道樹山（どうじゅさん/どうずさん）は、愛知県春日井市と岐阜県多治見市の県境にある山。標高429m。春日井三山（当山の他に弥勒山、大谷山)の一つ。

## 概要
山頂まで行くルートとしては、主に定光寺駅から北上するルートと、大谷山・弥勒山から南下するルート、春日井市都市緑化植物園から西へ行くルートがあり、アクセスがしやすいため幅広い年齢層が訪れる。
登山客は春日井三山を縦走する人が多い。
道樹山の山頂は木々に囲まれており、展望はほぼない。